# Lothey

Lothey este o comună în departamentul Finistère, Franța. În 1 ianuarie 2022 avea o populație de 444 de locuitori.